# 이태형 (배우)
이태형(1972년 9월 1일 ~ )은 대한민국의 배우이다.

## 학력
- 서울예술대학교 연극영화과 졸업

## 출연작

### 영화
- 《침묵》 (2017년)
- 《석조저택 살인사건》 (2017년)
- 《리얼》 (2016년)
- 《여고생》 (2016년)
- 《기술자들》 (2014년)
- 《워킹걸》 (2014년)
- 《감시자들》 (2013년)
- 《또 하나의 가족》 (2013년)
- 《사랑의 가위 바위 보》

### 드라마
- 《웰컴투 삼달리》 (2023년, JTBC) - 한석규 역
- 《군검사 도베르만》 (2022년, tvN) - 염상섭 역
- 《모범택시》 (2021년, SBS)
- 《날씨가 좋으면 찾아가겠어요》 (2020년, JTBC) - 배근상 역
- 《미스 마 : 복수의 여신》 (2018년, SBS)
- 《작은 신의 아이들》 (2018년, OCN)
- 《비밀의 숲》 (2017년, tvN)
- 《파이터 최강순》
- 《도깨비》 (2016년, tvN)
- 《꽃할배 수사대》 (2014년, tvN) - 찰리 정 역

### 연극
- 《시 유 어게인》
- 《백마강 달밤에》
- 《천년의 수인》
- 《멕베스》
- 《로미오와 줄리엣》
- 《갈머리》
- 《용호상박》
- 《심청이는 왜 인당수에》